# ایکجان
ایکجان (به عربی: ایکجان) یک منطقهٔ مسکونی در الجزایر است که در بنی عزیز واقع شده‌است.